# Geografia Estoniei

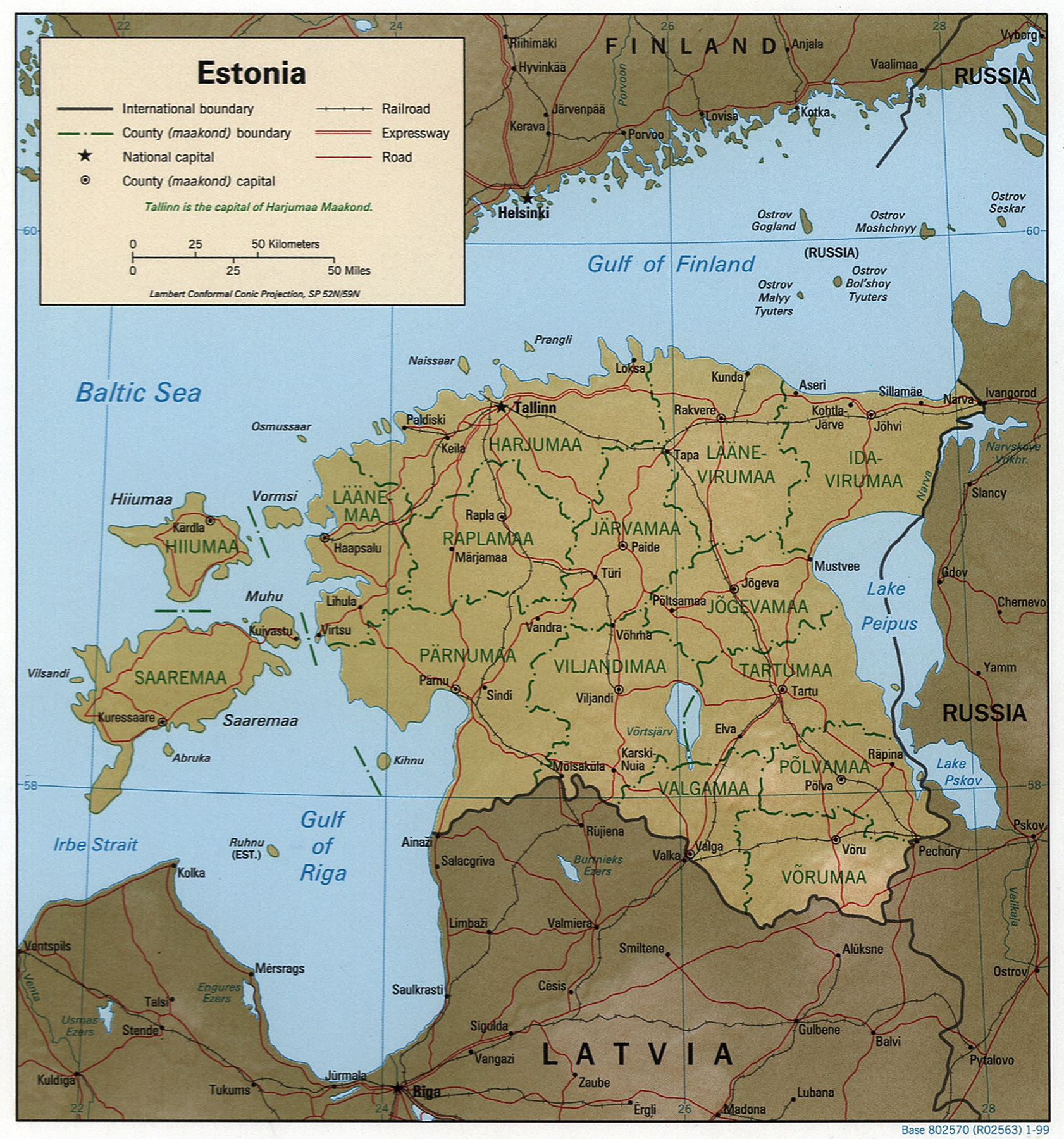
Harta Estoniei.

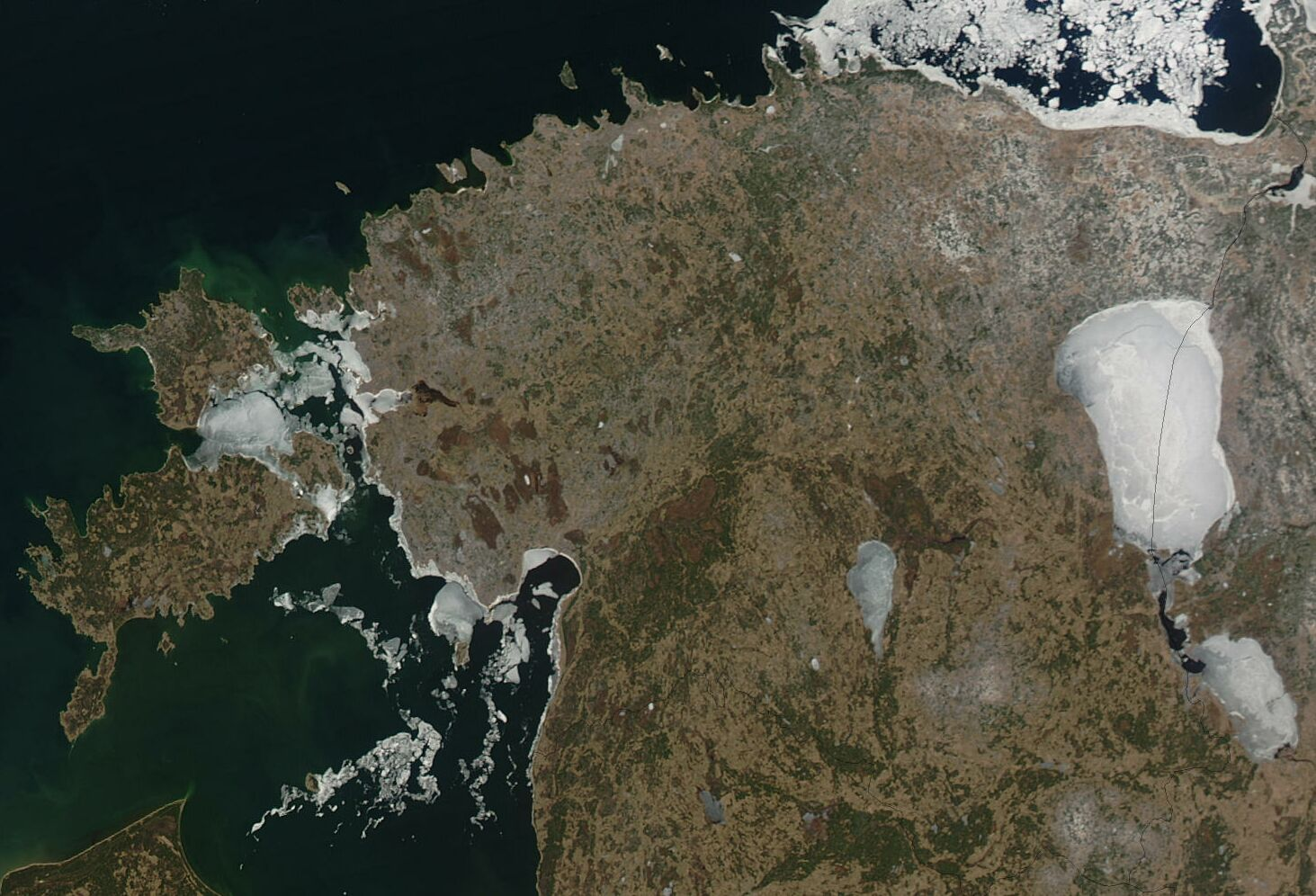
Imagine din satelit a Estoniei în aprilie 2004.

Estonia este un stat baltic situat în Europa de Nord, între 57.3 și 59.5 latitudine și 21,5 și 28.1 longitudine. Se află pe malul de est al Mării Baltice în partea de nord-vest a Platformei Est-Europeane. Are ieșire la Golful Finlandei și se învecinează cu Letonia și Rusia. Altitudinea medie ajunge la doar 50 m.
Climatul este unul maritim, umed, cu ierni moderate și veri răcoroase. Uleiul de șist și depozitele de calcar, împreună cu pădurile care acoperă 47% din teren, joacă roluri cheie într-o țară săracă în resurse. Estonia are peste 1500 de lacuri, numeroase mlaștini, și 1,393 de kilometri de coastă marcată de numeroase golfuri, strâmtori și golfuri. Portul  Muuga din Tallinn oferă unele dintre cele mai bune facilități din Europa.
Localizarea strategică a Estoniei a făcut-o gazdă a mai multor războaie care s-au luptat pe teritoriul său între alte puteri rivale, pe cheltuiala sa. În 1944, sub ocupație sovietică, regiunile Jaanilinn și Petseri au fost anexate la RSFS Rusă. Statutul juridic al acestor teritorii nu a fost pe deplin stabilit încă, Estonia și Rusia neavând încă vreo pretenție teritorială.
Coordonatele geografice: 59°00′N 26°00′E / 59.000°N 26.000°E.
Estonia are o climă temperată, cu patru anotimpuri cu durate aproximativ egale. Temperaturile medii variază de la 16.3 °C în Insulele Baltice la 17.1 °C în interior, în luna iulie, cea mai caldă lună, și de la −3.5 °C în Insulele Baltice la −7.6 °C în interior, în februarie, cea mai rece lună. Precipitațiile medii sunt de 568 mm pe an și sunt mai puternice la sfârșitul verii.

## Suprafața și limitele
Suprafață:
- total: 45,228 km2
- uscat: 42,288 km2
- apă: 2,840 km2

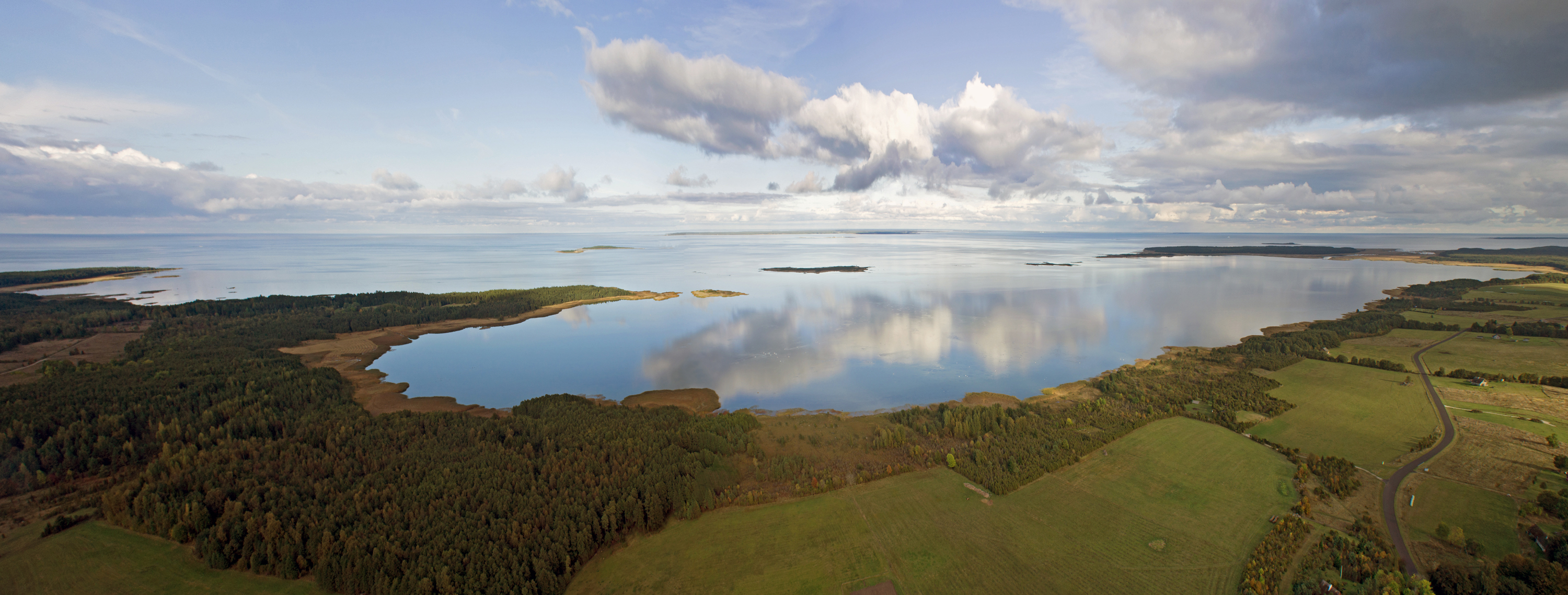
Golful Hellamaa în Hiiumaa.

- notă: include 1520 de insule din Marea Baltică

Granițele terestre:
- total: 657 km[1]
- granițe cu alte țări: Letonia 333 km, Rusia 324 km

Frontieră maritimă: 3,794 km
Altitudini extreme:
- cea mai mică altitudine: Marea Baltică 0 m
- cel mai înalt punct: Suur Munamägi 317 m[2]